# ترال کف

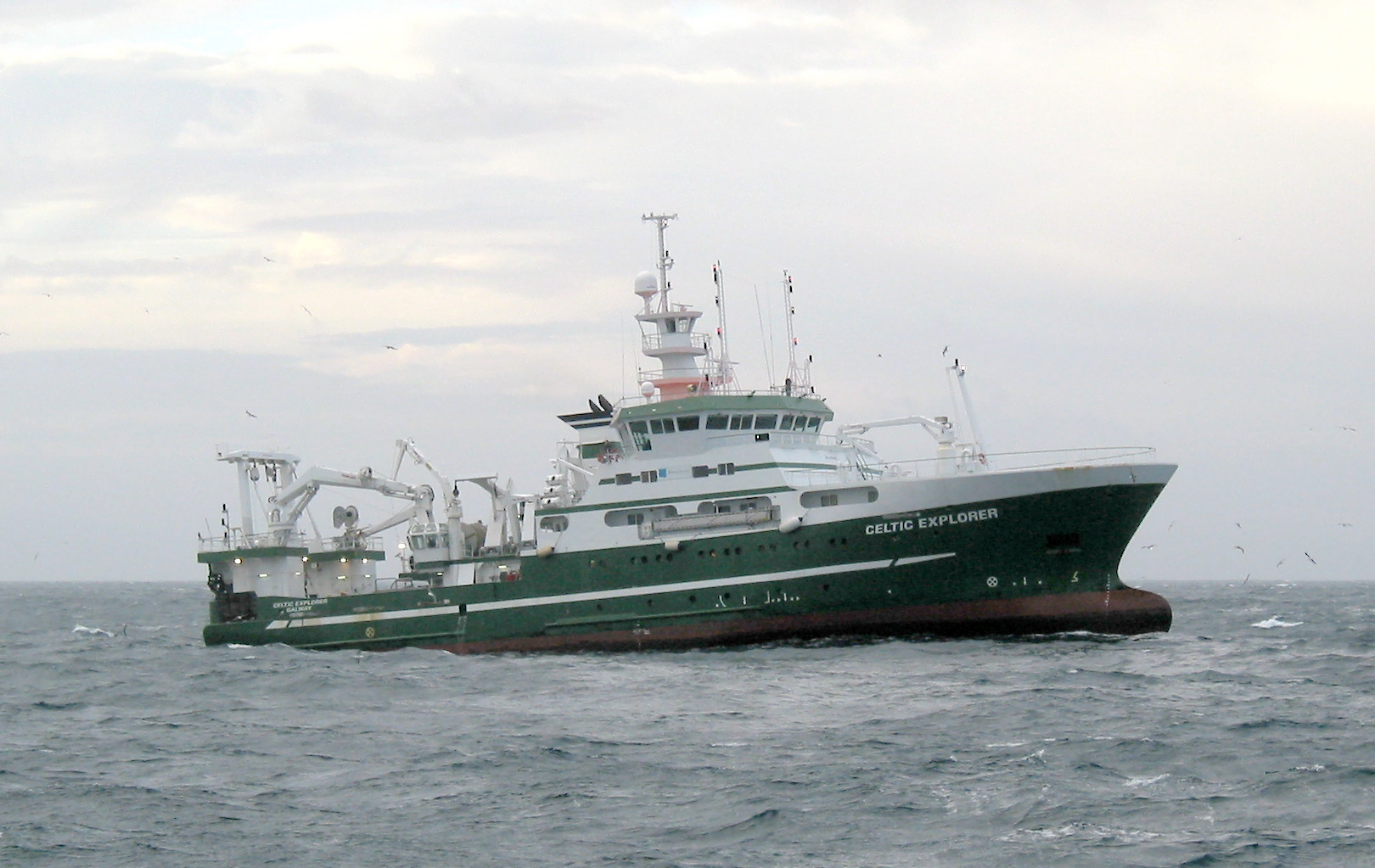
کشتی تحقیقاتی سلتیک اکسپلورر که به ماهیگیری با ترال کف دریا مشغول است

ترال کف، نوعی ماهیگیری با تور ترال (کشیدن تور ترال، که نوعی تور ماهیگیری است) در امتداد کف دریا است. جامعه علمی، ترال کف را به ترال بنتیک و ترال ناحیه کف‌زی تقسیم می‌کند. ترال کف‌زی، کشیدن تور در انتهای اقیانوس است و ترال کف‌زی، کشیدن تور درست بالای ناحیه دریابن است. ترال کف را می‌توان با ترال میان‌آبی (که به عنوان ناحیه دریامیانی نیز شناخته می‌شود) مقایسه کرد، که در آن تور در ستون آب بالاتر کشیده می‌شود. ترال میان‌آبی ماهی لجه‌زی مانند موتوماهیان و ماهی خال‌خالی را صید می‌کند، در حالی که ترال کف هم ماهی کف‌زی و هم گونه‌های نیمه‌پلاژیک مانند ماهی روغن، ماهی مرکب، میگو و صخره‌ماهی را هدف قرار می‌دهد.
ماهیگیری ترال توسط یک قایق ماهیگیری انجام می‌شود که می‌تواند یک قایق کوچک روباز با تنها ۳۰ اسب بخار (۲۲ کیلووات) یا یک کشتی ماهیگیری بزرگ کارخانه‌ای با ۱۰٬۰۰۰ اسب بخار (۷٬۵۰۰ کیلووات). ترال کف می‌تواند توسط یک کشتی ترال یا توسط دو کشتی که به صورت مشارکتی ماهیگیری می‌کنند (ترال جفتی) انجام شود.
میزان صید جهانی از طریق ترال کف بیش از ۳۰ میلیون تن در سال تخمین زده شده است، که این میزان از هر روش ماهیگیری دیگری بیشتر است.
نگرانی‌ها در مورد اثرات زیست‌محیطی ترال کف منجر به تغییراتی در طراحی تجهیزات شده است، مانند افزودن دستگاه خارج‌کننده لاک‌پشت برای کاهش صید جانبی، و محدودیت‌هایی در مکان‌هایی که ترال کف مجاز است، مانند مناطق حفاظت‌شده دریایی. یک مقاله در سال ۲۰۲۱ تخمین زد که ماهیگیری با ترال کف، با برهم زدن دی‌اکسید کربن در کف دریا، سالانه بین ۶۰۰ تا ۱۵۰۰ میلیون تن دی‌اکسید کربن تولید می‌کند. – میزان انتشار گازهای گلخانه‌ای تقریباً معادل میزان انتشار گازهای گلخانه‌ای آلمان یا پیامدهای زیست‌محیطی هوانوردی است. با این حال، این مقادیر بسیار نامطمئن هستند و به دلیل تخمین‌های بیش از حد مورد انتقاد قرار گرفته‌اند. تلاش‌های بین‌المللی برای محدود کردن صید ترال کف دریا بی‌اثر بوده است.

## تاریخچه

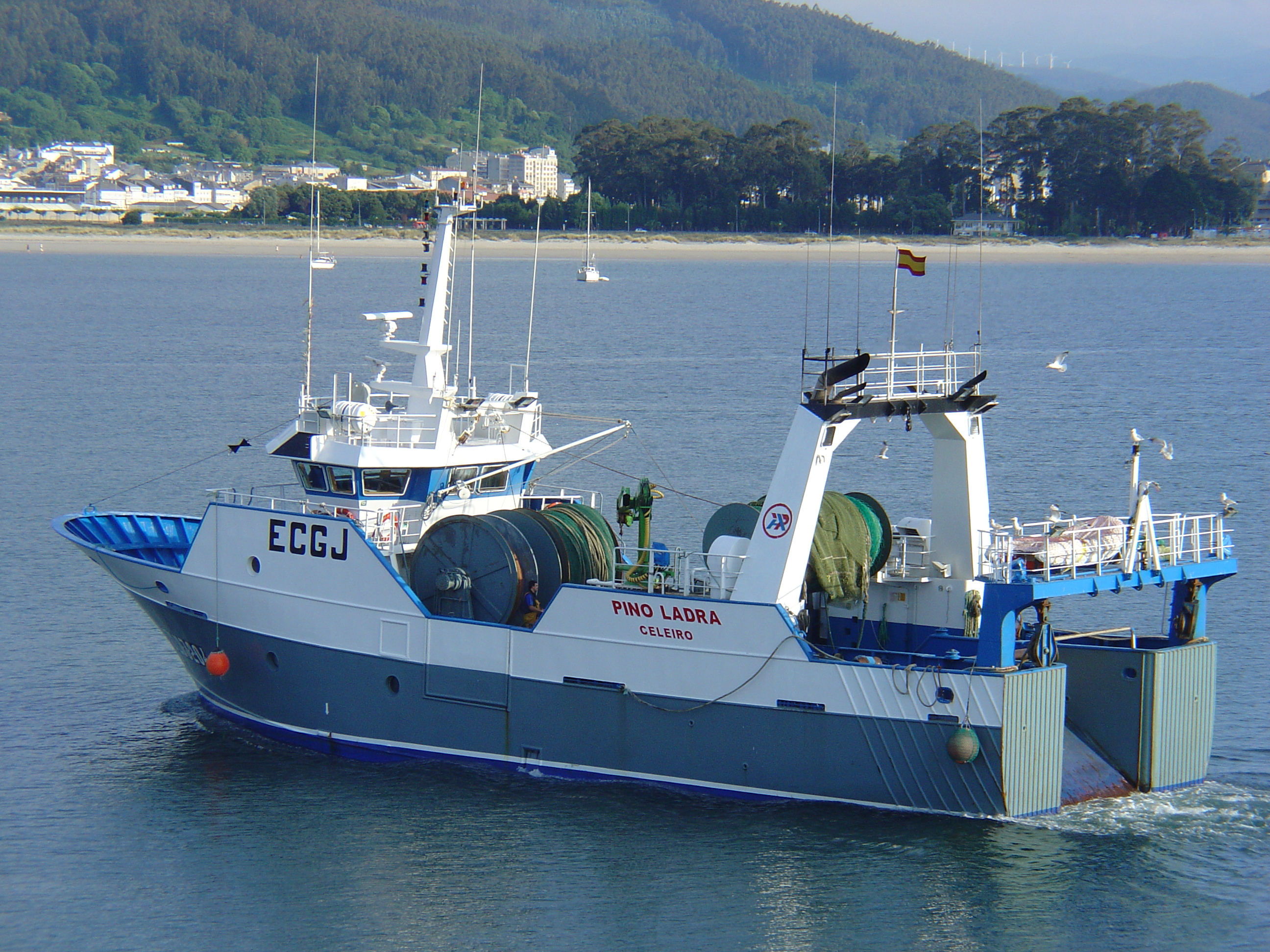
ویوِیرو

اشاره اولیه به اقدامات حفاظتی شیلات از شکایتی در مورد نوعی ماهیگیری با تور ترال مربوط به قرن چهاردهم، در زمان سلطنت ادوارد سوم، ناشی می‌شود. در سال ۱۳۷۶ دادخواستی به پارلمان ارائه شد که خواستار ممنوعیت این نوع صید شده بود. این یک ترال اولیه با تیر چوبی بود و از یک تور ۶ تایی تشکیل شده بود.
پاسخ دادگاه سلطنتی این بود که «اجازه دهید کمیسیونی توسط افراد واجد شرایط برای تحقیق و تأیید صحت این ادعا تشکیل شود و در مورد آن در دادگاه کیفری انگلستان و ولز اقدام شود». بنابراین، حتی در قرون وسطی، بحث‌های اساسی در مورد سه مورد از حساس‌ترین مسائل جاری پیرامون ماهیگیری با ترال - تأثیر ترال بر محیط زیست گسترده‌تر، استفاده از تورهای با اندازه کوچک و ماهیگیری صنعتی برای خوراک دام - مطرح شده بود.

## ماهیگیری با تور ترال

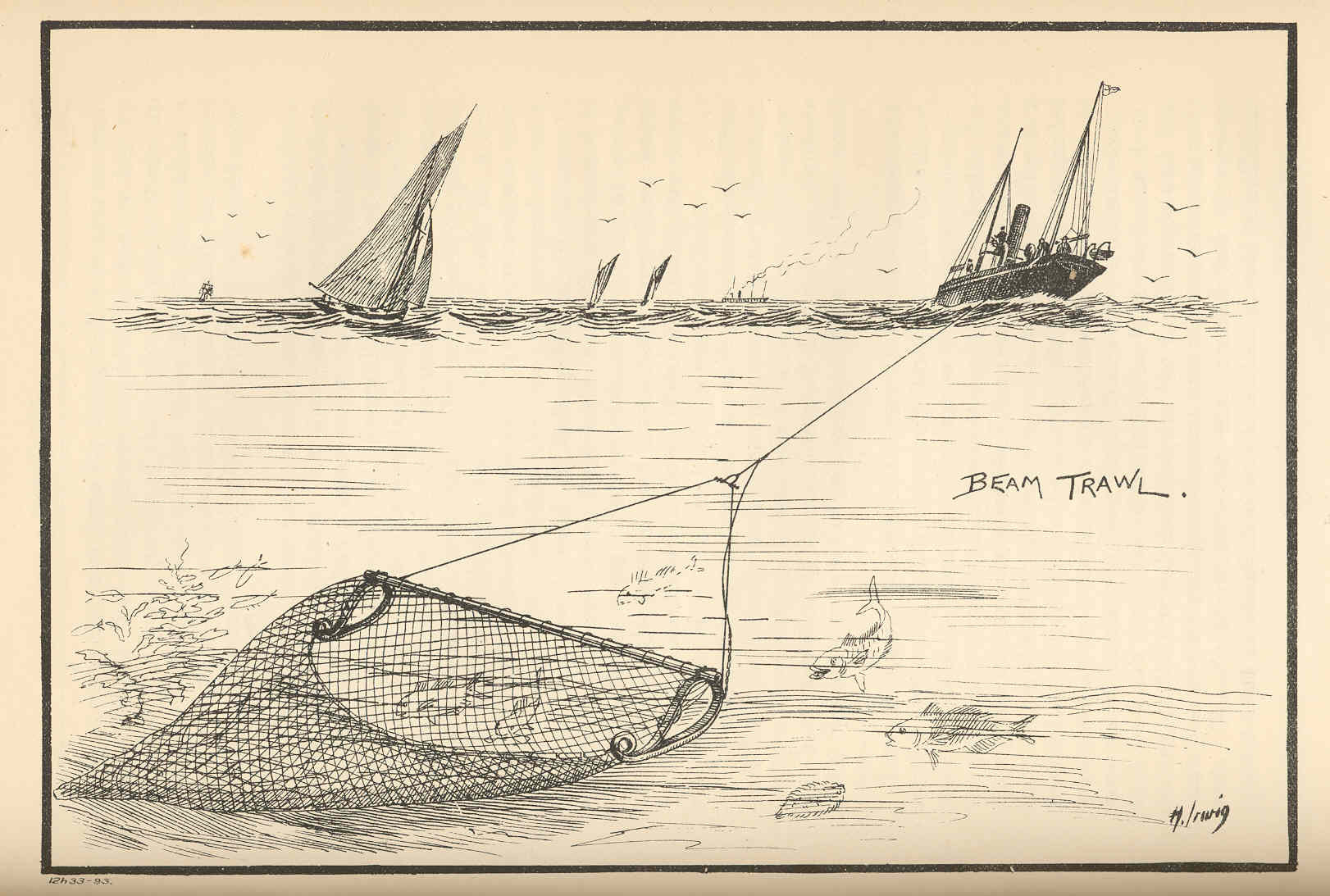
یک ترال پرتویی
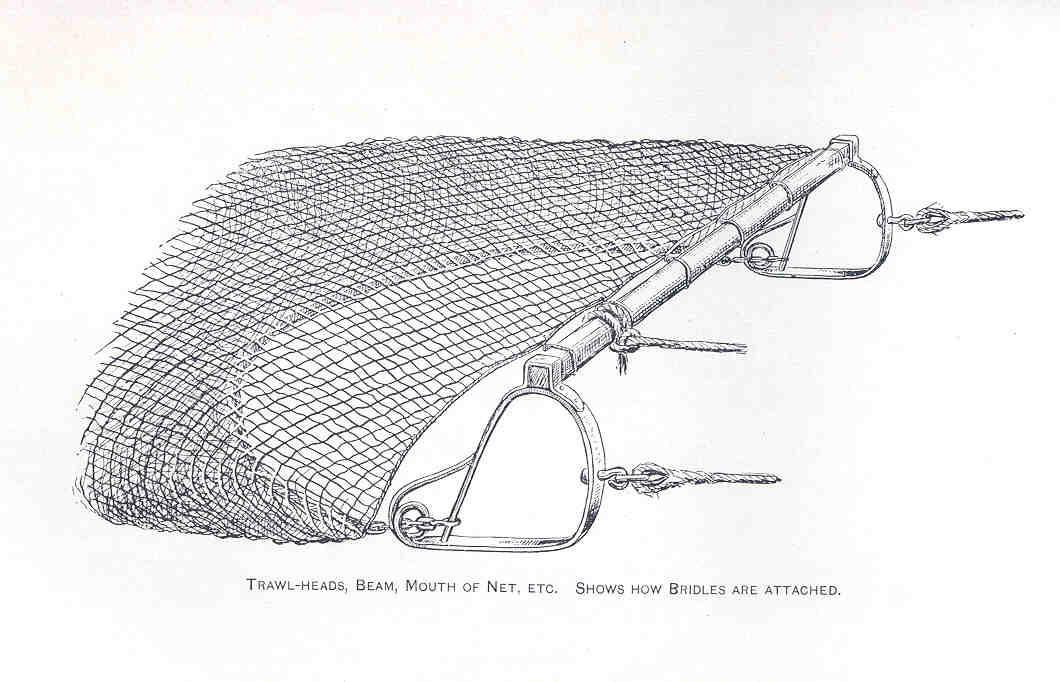
جزئیات
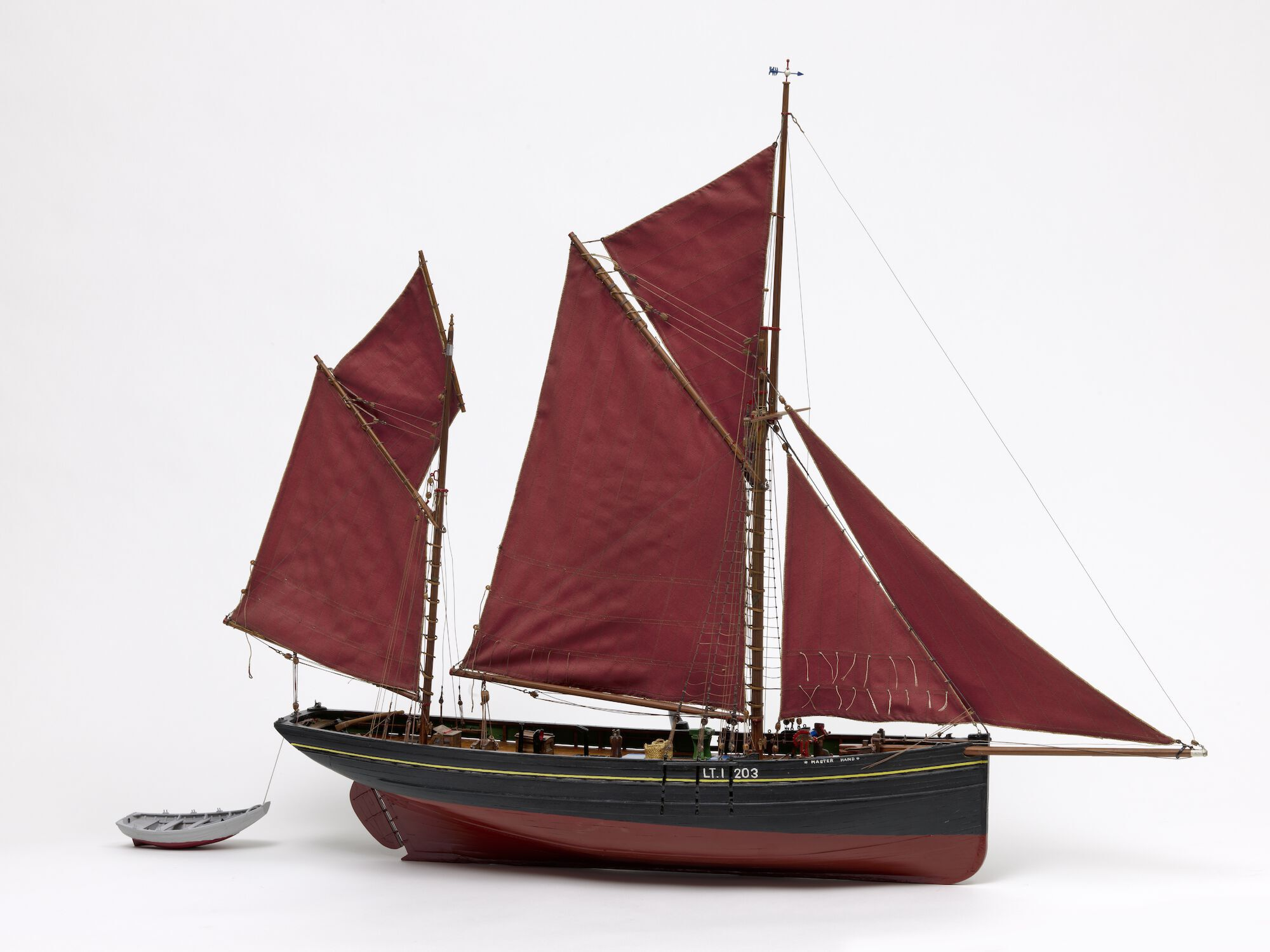
ماکت کشتی ماهیگیری با قلاب مخصوص ماهیگیری با تور ترال، موزه ملی شیلات ناویگو، بلژیک

ساده‌ترین روش ترال کف، دهانه تور توسط یک تیر فلزی محکم که به دو «کفش» متصل است، باز نگه داشته می‌شود. این دو «کفش» صفحات فلزی محکمی هستند که به انتهای تیر جوش داده شده‌اند و روی بستر دریا می‌لغزند و آن را به هم می‌زنند. این روش عمدتاً در کشتی‌های کوچک‌تر، برای ماهیگیری کفشک‌ماهی یا میگو، که نسبتاً نزدیک به ساحل هستند، استفاده می‌شود.